# Andrzej Danowski
Andrzej Danowski (ur. 8 sierpnia 1954 w Łodzi) – krajoznawca, fotograf – krajoznawca, znawca zagadnień ochrony zabytków, działacz Polskiego Towarzystwa Turystyczno-Krajoznawczego (PTTK) i Towarzystwa Opieki nad Zabytkami (TOnZ), pracownik agend Zarządu Głównego PTTK.

## Wykształcenie
Maturę zdał w 1973 w VIII Liceum Ogólnokształcącym im. A. Asnyka w Łodzi. W latach 1973–1979 studiował na Politechnice Łódzkiej – Instytut Inżynierii Chemicznej (obecnie Wydział Inżynierii Procesowej i Ochrony Środowiska).

## Praca zawodowa
- 1979–1986 – Politechnika Łódzka mgr inż. chemik, pracownik naukowo-badawczy,
- 1981–1986 – Zarząd Wojewódzki PTTK Sekretarz ZW PTTK, Regionalna Pracownia Krajoznawcza i redakcja kwartalnika krajoznawczego RPK PTTK w Łodzi „Wędrownik”,
- 1981–1986 – własna działalność gospodarcza równolegle z pracą etatową,
- 1986–1990 – Kierownik Biura Regionalnego Ośrodka Programowego PTTK,
- od 1991 – Dyrektor Centrum Fotografii Krajoznawczej PTTK im. Waldemara Dońca Łódź ul. Wigury 12a.

Jest wykładowcą jednej z prywatnych wyższych szkół w Łodzi w zakresie podstaw historii sztuki i geografii turyzmu, oraz na kursach przewodnickich i pilotów w zakresie podstaw historii sztuki i geografii turyzmu. Jest także wykładowcą na kursach europejskich w zakresie programów kulturalnych oraz wykładowcą EFS – projektów twardych i miękkich. Jest ekspertem Polskiego Stowarzyszenia Turystyki.

## Działalność zawodowa i społeczna w PTTK
Jego praca zawodowa w PTTK jest nierozerwalnie połączona z działalnością społeczną w różnych pionach i dziedzinach działalności PTTK.
Andrzej Danowski posiada uzyskane uprawnienia kadry instruktorskiej PTTK:
- Instruktor Ochrony Przyrody nr upr. XXIII/3/2001 Uprawnienia w zakresie weryfikacji odznak i szkolenia w zakresie ochrony przyrody i środowiska Zarząd Główny PTTK – Komisja Ochrony Przyrody,
- Instruktor Krajoznawstwa Polski nr upr. 433/P/2000 Zarząd Główny PTTK – Komisja Krajoznawcza,
- Instruktor Fotografii Krajoznawczej i wykładowca Fotografii Krajoznawczej nr upr. 169/94 Zarząd Główny PTTK – Komisja Fotografii Krajoznawczej,
- Instruktor i wykładowca Opieki nad Zabytkami nr upr. 2942/80 Zarząd Główny PTTK – Komisja Opieki nad Zabytkami,
- Od 1980 członek Komisji Opieki nad Zabytkami ZG PTTK. W latach 2001–2005 sekretarz Komisji, a obecnie jej Przewodniczący,
- Autor ogólnopolskiego programu szkoleń Społecznych Opiekunów Zabytków i organizator kursów,
- Wiceprzewodniczący Komisji Fotografii Krajoznawczej ZG PTTK,
- Wydawca kwartalnika krajoznawczego Regionalnej Pracowni Krajoznawczej PTTK w Łodzi Wędrownik,
- Przewodniczący Komisji Opieki nad Zabytkami ZG PTTK[1].

## Inne organizacje i stowarzyszenia
- Członek – założyciel w 1983 Łódzkiego Oddziału Towarzystwa Opieki nad Zabytkami (TOnZ), przez wszystkie kadencje członek Zarządu Oddziału, przez 3 kadencje Sekretarz Zarządu; od 6 kadencji członek Zarządu Głównego TOnZ, przez 4 kadencje członek Prezydium ZG TOnZ, przez 1 kadencję wiceprezes Zarządu Głównego TOnZ,
- Członek Zarządu Regionalnej Organizacji Turystycznej Województwa Łódzkiego,
- Członek Rady Parku Krajobrazowego Wzniesień Łódzkich – powołany przez Wojewodę Łódzkiego,
- Członek Polish Tourfilm Academy. Organizator wielu wystaw i ekspozycji fotografii krajoznawczej,
- Członek założyciel Stowarzyszenia na rzecz rozwoju Gminy Nowosolna – obecnie Sekretarz Stowarzyszenia.

## Publikacje
- Fotografia jako dokument i jako zabytek w: Społeczna Opieka nad Zabytkami PTTK tom II Warszawa 1997 ISBN 83-85419-71-3
- Zabytki postindustrialne w: Społeczna Opieka nad Zabytkami PTTK tom III, Warszawa 1998, ISBN 83-85419-81-0
- Secesja łódzka? w: Społeczna Opieka nad Zabytkami 1992 PTTK, Pr. zbior. pod red. Jerzego F. Adamskiego, Wiesława Cichego, Franciszka Midury, Brzozów-Warszawa,1992, s. 61, ISBN 83-900733-5-8
- Podstawowe problemy społecznej opieki nad zabytkami w: Vademecum Młodzieżowego Opiekuna Zabytków, praca zbiorowa pod redakcją Franciszka Midury i Andrzeja Gordona, Warszawa 1997, PTTK Komisja Opieki nad Zabytkami, ISBN 83-85419-51-9 s. 51

## Odznaczenia i wyróżnienia
- Krzyż Kawalerski Orderu Odrodzenia Polski,
- Złoty Krzyż Zasługi,
- Dwukrotnie Srebrny Krzyż Zasługi,
- Zasłużony Działacz Kultury,
- Zasłużony Działacz Turystyki,
- Honorowa Odznaka Miasta Łodzi,
- Odznaka „Za Zasługi dla Miasta Łodzi”,
- Odznaka Za Opiekę nad Zabytkami Srebrna i Złota,
- Nagroda Honorowa im. Fryderyka Kremsera za zasługi dla fotografii krajoznawczej PTTK,
- Złota Honorowa Odznaka PTTK,
- Odznaka 50 lat PTTK i wiele innych organizacyjnych.